# Tschutta
Tschutta (slowenisch Čute, slowenisch mundartlich Čuta) ist eine Ortschaft in der Gemeinde Brückl im Bezirk Sankt Veit an der Glan in Kärnten. Die Ortschaft hat 14 Einwohner (Stand 1. Jänner 2024).

## Lage
Die Ortschaft liegt im Bereich des Magdalensbergs, an den östlichen Abhängen des Lippekogels, und ist nur über eine unbefestigte Straße erreichbar. Die drei noch bewohnten Höfe der Ortschaft (Latzbauer/Lassbauer, Nr. 4; Semler/Sender, Nr. 3; Puff, Nr. 2) liegen auf dem Gebiet der Katastralgemeinde St. Filippen. Der Hof Tscherke auf dem Gebiet der Katastralgemeinde Brückl ist in Verfall begriffen.

## Geschichte
In der ersten Hälfte des 19. Jahrhunderts gehörte der Ort zum Steuerbezirk Osterwitz. Bei Gründung der Ortsgemeinden im Zuge der Reformen nach der Revolution 1848/49 kamen die auf dem Gebiet der Katastralgemeinde St. Filippen liegenden Höfe an die Gemeinde St. Filippen, die auf dem Gebiet der Katastralgemeinde Brückl liegenden Höfe kamen an die Gemeinde Sankt Johann am Brückl. Seit der Gemeindezusammenlegung 1865 gehört der gesamte Ort zur Gemeinde Brückl, die bis 1915 den Namen St. Johann am Brückl führte.

## Bevölkerungsentwicklung
Für die Ortschaft ermittelte man folgende Einwohnerzahlen:
- 1869: 9 Häuser, 71 Einwohner[3]
- 1880: 9 Häuser, 79 Einwohner[4]
- 1890: 9 Häuser, 52 Einwohner[5]
- 1900: 9 Häuser, 53 Einwohner[6]
- 1910: 7 Häuser, 69 Einwohner[7]
- 1923: 7 Häuser, 73 Einwohner[8]
- 1934: 67 Einwohner[9]
- 1961: 5 Häuser, 33 Einwohner[10]
- 2001: 3 Gebäude (davon 3 mit Hauptwohnsitz) mit 3 Wohnungen; 14 Einwohner und 0 Nebenwohnsitzfälle; 3 Haushalte; 0 Arbeitsstätten, 3 land- und forstwirtschaftliche Betriebe[11]
- 2011: 3 Gebäude, 10 Einwohner, 3 Haushalte, 0 Arbeitsstätten[12]
- 2021: 4 Gebäude, 13 Einwohner, 4 Haushalte, 4 Arbeitsstätten[13]